# Forcipomyia perae
Forcipomyia perae är en tvåvingeart som beskrevs av Debenham 1983. Forcipomyia perae ingår i släktet Forcipomyia och familjen svidknott. Inga underarter finns listade i Catalogue of Life.